# Helena Třeštíková
Helena Třeštíková, rozená Böhmová (* 22. června 1949 Praha) je česká režisérka a pedagožka. Jejím manželem je architekt Michael Třeštík. Ve své filmové tvorbě se věnuje dokumentaristice zaměřené zejména na mezilidské vztahy a sociální problémy.
V roce 2007 byla krátce ministryní kultury České republiky v druhé Topolánkově vládě.
Jejím synem je fotograf Tomáš Třeštík a dcerou producentka Hana Třeštíková.
V roce 2024 byla oceněna medailí Za zásluhy I. stupně, za zásluhy v oblasti kultury.

## Kariéra
Helena Třeštíková vystudovala dokumentární tvorbu na FAMU. Studium dokončila roku 1975. V letech 1974–1977 působila jako dramaturgyně. Později se začala věnovat režii. Většinu její tvorby tvoří filmové dokumenty, jejichž tématy jsou většinou konkrétní obyčejní lidé. Několik z nich tvořila tzv. časosběrnou metodou v průběhu mnoha let, kdy své postavy jezdila pravidelně navštěvovat a z každé návštěvy něco natočila a poté použila.
Na přelomu století začala spolupracovat s Radou České televize jako externí spolupracovník jejího „etického panelu“.
V prosinci 2017 byla jmenována profesorkou pro obor Filmové, televizní a fotografické umění a nová média se zaměřením Dokumentární tvorba na Akademii múzických umění. V roce 2018 jí UMPRUM udělila titul dr.h.c.. Na počátku července 2019 se stala členkou americké Akademie filmového umění a věd, která každoročně uděluje ceny zvané Oscar.

### Ministryní kultury
Krátce se angažovala také v politice, od 9. do 26. ledna 2007 byla ministryní kultury České republiky v druhé Topolánkově vládě. Byla navržena KDU-ČSL jako nezávislá. Její nominace se mezi členy a voliči lidové strany setkala s tvrdou kritikou, řada z nich argumentovala, že je nepřípustné, aby strana navrhovala (a zejména na vedoucí post ministerstva kultury, které se zabývá církevní agendou) osobu s nepřátelským postojem vůči církvím a s názory, které jsou neslučitelné s křesťanským světonázorem. Na stejném základě se nad její nominací podivovali i někteří politologové, například Lubomír Kopeček.
Třeštíková na post 26. ledna rezignovala, což oficiálně odůvodnila spory o obsazení pozice náměstků na ministerstvu, neboť ODS na ni podle jí prezentovaného stanoviska vyvíjela nemístný nátlak a nutila ji přijmout na tyto pozice lidi, které za žádných okolností přijmout nechtěla.

## Dílo
Helena Třeštíková natočila více než čtyřicet dokumentárních filmů. Známé jsou například její dokumenty Manželské etudy, Marcela nebo René natáčené časosběrnou metodou. Film Marcela získal cenu za nejlepší evropský dokument na mezinárodním festivalu v Seville (2007). Za film René získala v prosinci 2008 cenu Evropské filmové akademie Prix Arte 2008 v kategorii dokument.

### Výběr z filmografie
- Manželské etudy (1980–1987)
- Deset let v životě mladého muže (1990–1999)
- Řekni mi něco o sobě (1992–1998)
- Ženy na přelomu tisíciletí (2000)
- Hitler, Stalin a já (2001)
- Marcela (2006)
- Manželské etudy po dvaceti letech (2005)
- René (2008)
- Katka (2010)
- Soukromý vesmír (2011)
- Vojta Lavička: Nahoru a dolů (2013)
- Život s Kašparem (2013)
- Kancelář Blaník (2014)
- Mallory (2015)
- Zkáza krásou (2016)
- Strnadovi (dokumentární film) (2017)
- Forman vs. Forman (dokumentární film) 2019
- Anny (2020)
- Ester (dokumentární film) (2021)
- Karolína (dokumentární film) (2021)
- René - Vězeň svobody (2021)
- několik portrétů v cyklu GEN a GENUS

## Publikovaná díla
- Heda Margoliová-Kovályová; Helena Třeštíková. Hitler, Stalin... a já: ústní historie 20. století. Příprava vydání Ivan Margolius. 1. vyd. Praha: Mladá fronta, 2015. 224 s. Dostupné online. ISBN 978-80-204-3625-2.

## Vyznamenání
- 2024  Medaile Za zásluhy I. stupně